# Ладигіно (Перемишльський район)
Ладигіно (рос. Ладыгино) — присілок в Перемишльському районі Калузької області Російської Федерації.
Населення становить 41 особу. Входить до складу муніципального утворення Присілок Горки.

## Історія
Від 2004 року входить до складу муніципального утворення Присілок Горки

## Населення
| 2002 | 2010 |
| ---- | ---- |
| 66   | ↘41  |